# 电饭煲

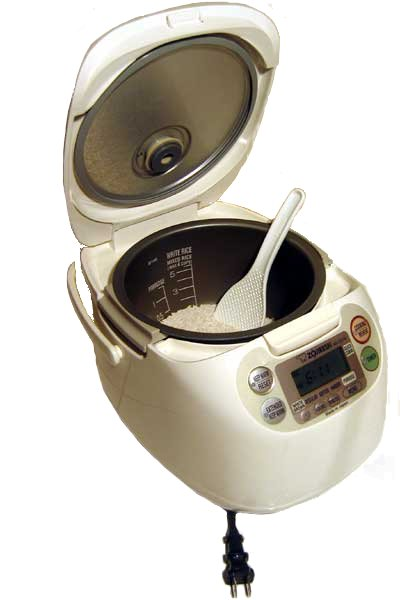
電子鍋，加入時間與溫度控制功能的電鍋，內鍋有不粘塗層。

電飯煲是用來煮飯的家電，這個發明縮減了很多家庭耗費在煮飯上的時間和人力。電飯煲是無火煮食，相對於明火煮食。
電飯煲的功能很多，除了基本的煮飯外，也包括煲粥、炖湯、蒸菜與點心等。近年電飯煲仍不斷發展，更有焗蛋糕的功能，而英國等地的則可以炸薯條。
現代的電飯煲在1940年代的日本發明。2005年，全世界的電飯煲产量在8500万，而其中中国大陸的产量在6000万左右，其它的来自日韩等国。

## 历史
日本战败后，大军火商三菱的部分工厂转产民用品。1940年代末期，三菱开发了第一部电子锅，其实就是一个带电热装置的锅，由于没有自动性，而且需要实时看护，这种锅很不成功。松下和索尼也开发了类似的锅都不成功。
1956年圣诞节前，东芝公司试制了700个带所谓的“定时功能”的电子锅。其定时原理為外锅加水以控制加热时间，当外锅的水蒸发后就停止加热，而内锅的米也煮成饭了。东芝公司采用了上门推销的办法，这次电子锅的推广得到了成功，一个月后东芝公司生产了20万个电子锅。4年后，半数的日本家庭购置了这种锅。9年后，这种定时设计由其他的定时设计所取代。
1960年代在香港，信興集團主席蒙民偉挨家挨戶在北角渣華道推銷樂聲牌電飯煲。他親攜臘腸及糯米在理髮店煮飯，親身示範如何使用。在他的努力下，電飯煲的入口量，由1960年的100個大升至1965年的8.8萬個，當年信興售出的電飯煲佔松下電飯煲總出口量的一半。
臺灣在1960年代時，電鍋製造廠商已有30多家，1970中期成為都市區主要的炊煮工具，之後續陸續有不同功能的款式、1980年後期有各種不同品牌的電鍋與電子鍋出現。雖然電鍋的外型與基本功能是仿照日本，但由於日本未在臺灣申請專利，因此電鍋技術為市場共享，並配合臺灣飲食文化進行微調：例如配件分離設計可單獨或搭配使用、配合臺灣電力供給設計省電機型、大同電鍋將最高溫度設定為230℃（日本為180℃）、鍋蓋打孔等在地設計。

## 工作原理
電飯煲一般都有一个安裝於外鍋底部的温度控制装置。在内锅的温度達到攝氏100度之前，加热装置全力工作。直至锅内多余的水分由米吸收及蒸发後，内锅温度將會超過攝氏100度。此時，温度控制装置會把加热装置停止，或者转到約攝氏65度的保温状态。

## 分類
按特徵差異把電飯煲分成以下幾類：
- 電腦型
- 高級電腦型
- 機械型
- 普通機械型
- 普通型

## 知名製造商
- 虎牌
- 象印
- 東芝
- 松下
- 三菱電機
- 三洋
- 飛利浦
- LG
- 大同公司：大同電鍋
- 润唐公司：润唐不锈钢内胆零涂层电饭煲
- 美的

## 图片

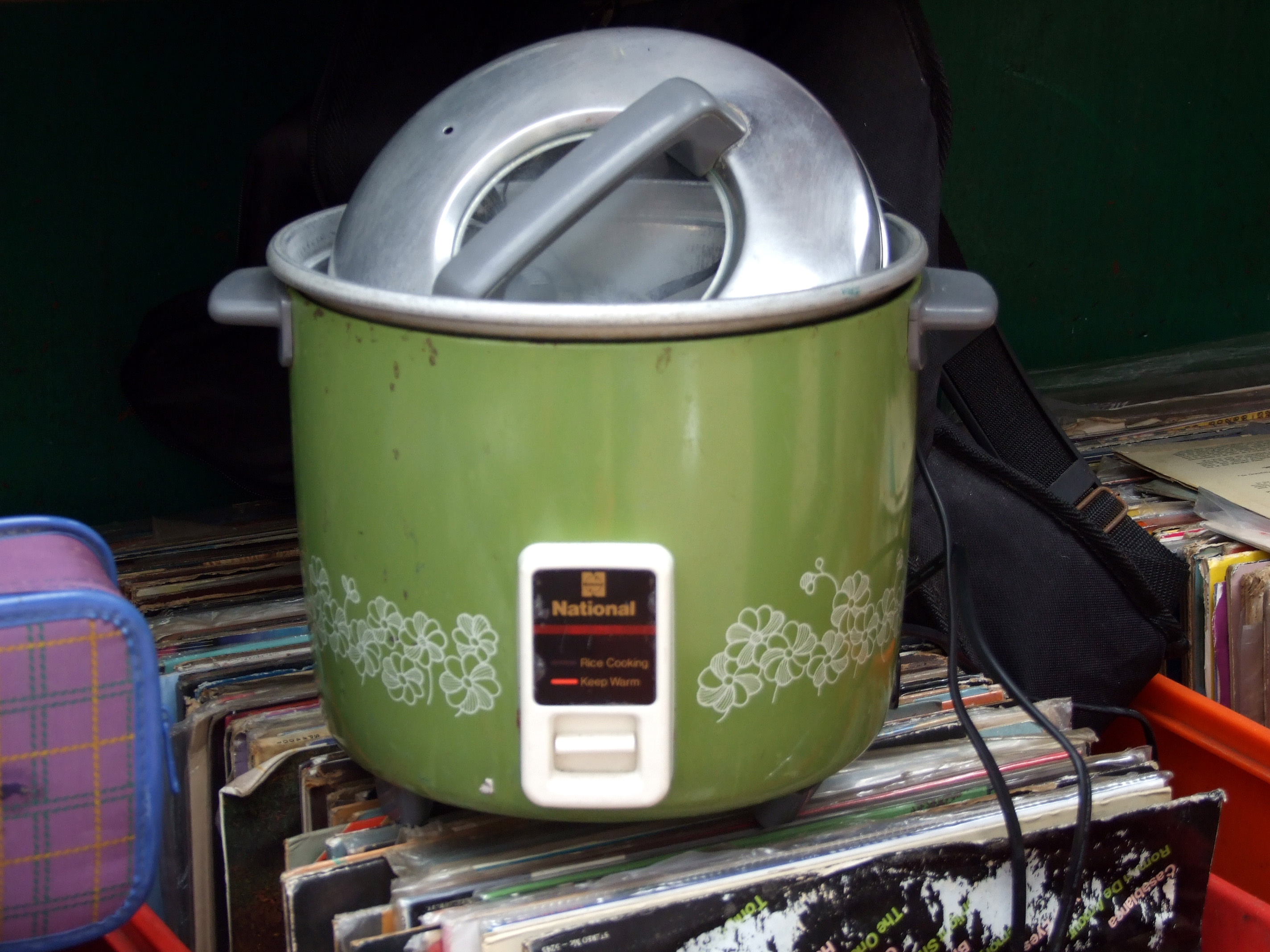
傳統電飯煲
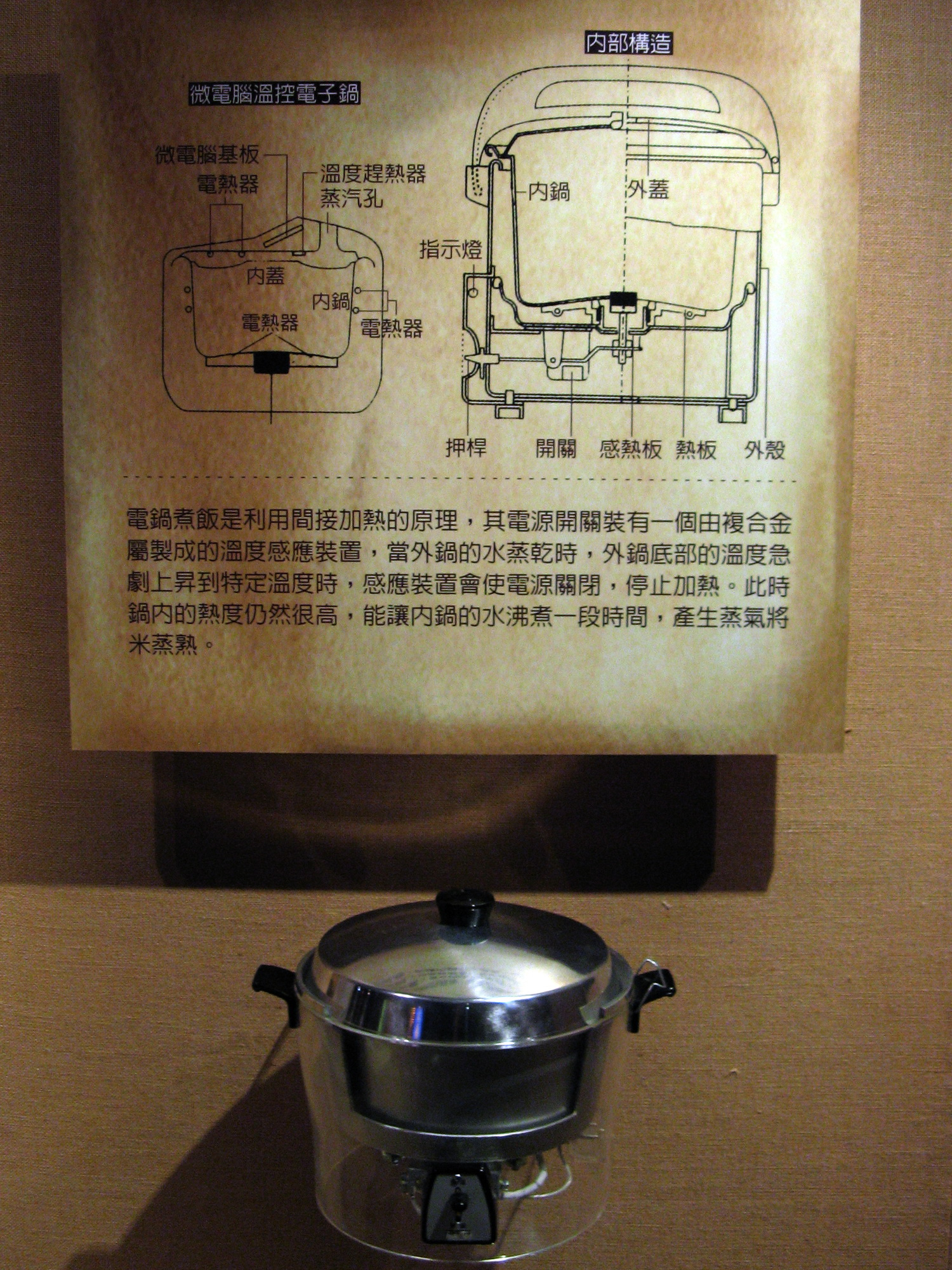
電鍋煮飯原理，台中國立自然科學博物館展示品

## 外部連結
- Nakano, Yoshiko, , Hong Kong University Press, 2009, ISBN 978-988-8028-08-5